# Мала Чураковка
Мала Чурако́вка (каз. Малая Чураков) — село у складі Алтинсаринського району Костанайської області Казахстану. Входить до складу Убаганського сільського округу.
Населення — 559 осіб (2021; 552 у 2009, 568 у 1999, 722 у 1989).